# Estádio Alfredo Schürig
Das Schürig-Stadion, auch Fazendinha (pt. kleine Fazenda) oder Parque São Jorge (St. Georgspark) genannt, ist ein Fußballstadion in São Paulo, Brasilien. Es steht inmitten eines Parks von 158.000 m2, der zahlreiche weitere Sportplätze und eines der größten Schwimmbäder des Landes beherbergt.
Das Stadion war bis zur Fußball-Weltmeisterschaft 2014 die offizielle Heimstätte des Corinthians São Paulo. Es ist jedoch für heutige Verhältnisse zu klein und wird deshalb vom Profiteam nur zu Trainingszwecken benutzt; die zweite Mannschaft hält ihre Ligaspiele dort ab. Bedeutendere Spiele wurden im Morumbi-Stadion oder im Estádio do Pacaembu abgehalten. Nach der WM 2014 zog Corinthians in die neu errichtete Arena Corinthians.

## Geschichte
Das Stadion steht inmitten eines Parks, welchen der Club 1916 für 750 contos de réis erstand. Der damalige Vereinspräsident Alfredo Schürig, ein Schraubenfabrikant deutscher Abstammung, baute das Gelände zu einem Stadion aus und gab ihm seinen eigenen Namen. Das ausverkaufte Eröffnungsspiel gegen America FC (RJ) vor zweitausend Zuschauern endete 2:2 unentschieden; das erste Tor für Corinthians fiel bereits nach 29 Sekunden.
Anfang der Sechzigerjahre wurde das Stadion renoviert und Flutlichtbeleuchtung eingebaut, das Einweihungsspiel gewann Corinthians gegen Flamengo Rio de Janeiro mit 7:2.